# Torrisdale Castle

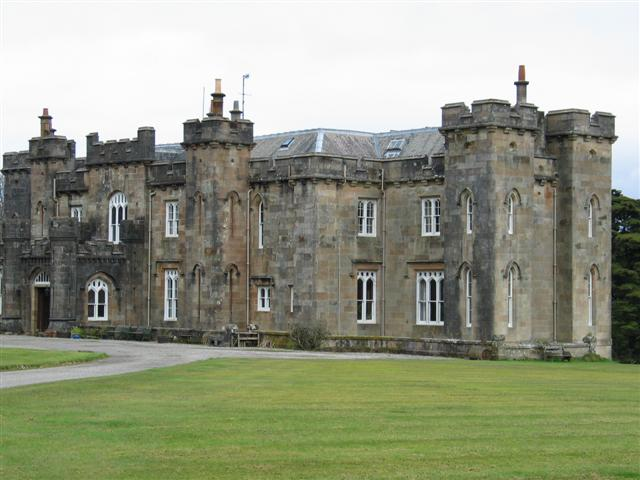
Torrisdale Castle

Torrisdale Castle ist ein Landhaus am Ortsrand von Torrisdale über der Torrisdale Bay, südlich des Dorfes Carradale auf der Halbinsel Kintyre in der schottischen Council Area Argyll and Bute.

## Geschichte und Beschreibung
Das Landhaus ließ 1815 General Keith Macalister  von Loup und Torrisdale errichten. Es wurde von Architekt James Gillespie Graham entworfen, mit Zinnen versehen und zwei Stockwerke und einen Keller. In den 1900er-Jahren wurde es erweitert.
Das Anwesen ist Sitz der Familie Macalister-Hall, denen Torrisdale Castle seit 1890 gehört. Eine Reihe von Lodges, Bauernhäusern und Häusern, sogar Apartments im Landhaus, sind als Touristenunterkunft verfügbar. Auch ein Tannery & Craft Shop befindet sich auf dem Gelände.
Historic Scotland hat Torrisdale Castle als historisches Bauwerk der Kategorie B gelistet.